# Сарата (Солонц)
Сарата (рум. Sărata) насеље је у Румунији у округу Бакау у општини Солонц. Oпштина се налази на надморској висини од 369 m.

## Становништво
Према подацима из 2002. године у насељу је живело 872 становника, од којих су сви румунске националности.